# Джузепе Мацоли
Архиепископ Джузепе Мацоли (на италиански: Giuseppe Mazzoli) е италиански католически духовник, ватикански дипломат и бивш нунций в България през периода 1934 – 1945 г.

## Биография
Джузепе Мацоли е роден на 22 ноември 1886 г. във Фабриано, Италия. Изучава философия и теология в семинарията във Фермо-Камерино. На 9 юли 1911 г. е ръкоположен за свещеник. След това е назначен за преподавател и заместник-ректор на семинарията във Фабриано. От 1921 г. до 1934 г. работи в Апостолическа делегация в Египет.
На 15 декември 1934 г. Джузепе Мацоли е назначен за Апостолически нунций в България. На 19 февруари 1935 г. в Йерусалим Джузепе Мацоли е ръкоположен за архиепископ Джермски и Хелеспонтски. В началото на юли 1935 г. монсеньор Мацоли пристига в София. В зала „Свети Франциск“ на енорията „Свети Йосиф“ е официално представен на католическата общност от епископ Пеев.
Aрхиепископ Мацоли присъства на ръкополагането на Иван Гаруфалов за епископ на 1 ноември 1941 г. Оттогава униатската църква в България започва да се именува католическа екзархия. В България Мацоли прекарва десет години.
Умира на 8 декември 1945 г. в София в резиденцията си на ул. „11 август“ № 6.. Тялото му е пренесено в Пловдив, където е погребан в катедралата „Свети Лудвиг“. На погребението присъства министърът на външните работи и изповеданията Петко Стайнов.